# A Pálcák Ura
A Pálcák Ura, más néven a bodzapálca (angolul: Elder Wand) egy tárgy a kitalált Harry Potter-univerzumban.

## Neve
Az Elder Wand már elnevezésével is különleges, ugyanis ez tulajdonképpen egy angol szójáték. Az elder szó mind ’idős’-et, mind ’bodzafá’-t is jelent, és mindkettő igaz a pálcára, ugyanis ez a pálca a világ legerősebb pálcája, mondhatni, a pálcák nagy örege, valamint bodzafából készült.

## Eredete

A Halál ereklyéinek szimbóluma

A Pálcák Ura a Halál ereklyéinek egyike. Ezt a három tárgyat a Peverell testvérek kapták – állítólag magától a Haláltól. A Pálcák Ura volt az a három tárgy közül, melynek mindig is tudtak a létezéséről, mert ez időről időre feltűnt a történelemben, különböző nevek alatt. A pálca első birtokosa, Antioch Peverell, csak egy hétig birtokolta azt: a fogadóban, ahol azon az éjszakán megszállt, elvágta a torkát egy csavargó, hogy megszerezze a pálcát.

## Leírása
A pálca méretére vonatkozólag nincs pontos adat. A magja, J. K. Rowling egyik nyilatkozata alapján, thesztrálszőr. Ahhoz, hogy valaki uralhassa a pálcát, le kell győzze annak korábbi mesterét. Ez viszont nem feltétlen jelenti azt, hogy meg kell ölnie az illetőt. Ez a pálcamágia legmélyebb titkai közé tartozik, de akár egy egyszerű lefegyverzés is elegendő, ha ezzel legyőzik az illetőt.

## A sorozat szempontjából fontos részek
A pálca első ismert modern kori birtokosa Gregorovics, a bolgár pálcakészítő. Tőle a fiatal Gellert Grindelwald lopta el, aki egy kábító átokkal győzte le előző tulajdonosát. Dumbledore 1945-ben legyőzte Grindelwaldot, és bezárta őt saját tornyába, így övé lett a pálca uralma. Halála előtt Draco Malfoy lefegyverezte az igazgatót, így tudtán kívül ő lett a pálca jogos tulajdonosa. Később Voldemort megszerezte a pálcát Dumbledore sírjából. A történet folyamán Harry Potter lefegyverezte Dracót, így ő lett a pálca birtokosa. Voldemort úgy gondolta, hogy a pálca Perselus Pitont szolgálja, mivel ő ölte meg Dumbledore-t, ezért megölte Pitont. A végső csatában Voldemort halálos átkot küldött Harryre, a pálca viszont megtagadta saját mesterének megölését, így az átok visszapattant a nagyúrra, aki így meghalt (mivel már korábban elpusztították az összes horcruxát).

## A pálca további sorsa
Miután Harry felhasználta, hogy megjavítsa saját régi pálcáját, visszatette azt Dumbledore sírjába. Amennyiben Harry természetes halált hal, a pálca varázsereje megszűnik, így ezentúl nem fog vér folyni miatta.
A filmben Harry összetörte a pálcát, hogy senki ne használhassa rossz szándékkal.

## A Pálcák Ura ismert tulajdonosai
- Antioch Peverell
- Elvetemült Emeric
- Egetverő Egbert
- Godelot
- Hereward
- Barnabas Deverill
- Kristian Bedo
- Loxias
- Arcus vagy Livius
- Gregorovics
- Gellert Grindelwald (kb. 1900–1945)
- Albus Dumbledore (1945–1997)
- Draco Malfoy (1997–1998)
- Harry Potter (1998–)

Voldemort néhány hónapig birtokolta a pálcát (1998), de soha nem vált valódi tulajdonosává.

## Bodzapálca a magyar mágiában
A bodza és a varázslat kapcsolata nemcsupán a Rowling írásaihoz biztos hátteret biztosító angolszász és germán mondavilágban, de a magyar mitológiában is tetten érhető: Jankó János a 19. század végén a kalotaszegi babonák kapcsán jegyzi le, hogy a bodza az ördög fája, ugyanis – vélték a kiskapusiak – az ördög egy bodzafa ágba fújva próbált annak idején életet lehelni a maga formálta agyagfigurákba. Az Isten ezért nemcsak az ördögre, de magára a bodzafára is megharagudott, megátkozta, így a bodza az ördög mellett maradt. Hajdan a palóc gyermekek Szent Iván éjszakáján szintén bodzafapálcát perzseltek a szent már kihunyó tüzén, majd ezt követően azzal verték el egymást tetűt, bolhát kívánva a másiknak.